# Serie A (Messico)
La Serie A de México, già nota come Liga Premier de Ascenso, è una divisione che rappresenta il terzo livello del campionato messicano di calcio. 
Inizialmente ideata con il sistema ad Apertura e Clausura più play-off e finale promozione, nel 2018 divenne un torneo annuale suddiviso in due gironi con play-off finale.

## Storia

### Creazione della lega
Questa lega nacque nel 2008 con il nome Liga Premier de Ascenso in seguito alla riforma che vide la suddivisione della Segunda División in due tornei rappresentanti la terza e quarta divisione del calcio messicano. Al contrario della parallela Liga de Nuevos Talentos, rappresentante la nuova quarta divisione del paese, questo campionato avrebbe consentito la promozione in Ascenso MX. 
Formata da un numero di squadre variabile di stagione in stagione (da un minimo di 27 ad un massimo di 48) la lega era inizialmente divisa due tornei, Apertura e Clausura e comprendeva squadre di terza divisione e squadre filiali di club militanti in Primera División e Ascenso MX.
Nella sua prima edizione, l'Apertura 2008, i 42 club furono suddivisi in 3 gruppi in base alla loro provenienza geografica (Zona Sur, Zona Central, Zona Norte) con tabellone all'italiana. I primi due classificati di ogni girone, più le migliori due terze, si classificarono alla Liguilla per decretare il vincitore. Le due squadre ultime in classifica furono retrocesse nella Liga de Nuevos Talentos.

### Principali variazioni
Nel corso degli anni variarono il numero delle squadre partecipanti, il numero di squadre ammesse alla Liguilla ed il numero di promozioni/retrocessioni, ma il format di base rimase stabile negli anni fino al termine della Temporada 2017-2018. Di seguito i principali cambiamenti avvenuti in questo periodo:
- A partire dall'Apertura 2009 i vincitori dei due tornei si sarebbero sfidati per stabilire chi sarebbe stato promosso in Ascenso MX. La promozione tuttavia non era consentita ai club affiliati, che avrebbero dovuto lasciare il posto al club non affiliato meglio posizionato. Inoltre nel caso una squadra si fosse laureata campione di entrambi i tornei, sarebbe stata automaticamente promossa.
- A partire dall'Apertura 2011 il numero dei gironi venne ridotto a due.
- A partire dall'Apertura 2013 venne impedito l'accesso alla Liguilla alle squadre che non avrebbero rispettato i criteri necessari per la promozione. Venne inoltre istituito un secondo mini-torneo chiamato Liguilla de Copa che avrebbe incluso le migliori squadre non qualificate per i play-off promozione includendo, di fatto, anche i club esclusi dalla Liguilla de Liga.
- A partire dall'Apertura 2015 i gironi tornarono ad essere tre per via dell'ampliamento a 46 squadre (28 con diritto di promozione e 18 affiliate ai club di prima divisione, divise equamente nei gironi) mentre la Liguilla de Copa fu rimpiazzata dalla Liguilla des Filiales, riservata appunto ai club filiali meglio piazzati al termine della stagione regolare.
- A partire dall'Apertura 2017 il campionato venne ribattezzato Serie A de México ed i gironi tornarono ad essere due.

### Stagione unica
A partire dalla stagione 2018-2019 venne abbandonato il sistema di Apertura/Clausura in favore della stagione unica. Le 32 squadre furono divise in due gironi all'italiana al termine dei quali le ultime classificate vennero retrocesse in Série B ed al contempo fu stilata una classifica unificata per stabilire i club qualificati alla Liguilla de Ascenso ed alla Liguilla des Filiales.
La stagione 2019-2020 non è stata portata a termine a causa della Pandemia di COVID-19 del 2019-2021 ed il campionato è stato sospeso anche per la stagione 2020-2021 a seguito della riforma del sistema calcistico messicano del 2020, che ha momentaneamente riunificato i campionati di Serie A e Serie B in un unico torneo di Liga Premier.

## Squadre 2019-2020

### Grupo 1
- Atlético Bahia
- Atlético Reynosa
- Cimarrones "B"
- Coras de Nayarit
- Alacranes
- Gavilanes
- Leones Negros "B"
- Mineros de Fresillo
- Murciélagos
- Saltillo
- Tecos
- Tepatitlán
- UACH
- Correcaminos "B"
- Tuzos UAZ

### Grupo 2
- Atlético San Luis "B"
- Irapuato
- Cafessa Jalisco
- Cafetaleros de Chiapas "B"
- Cañoneros Marina
- Cruz Azul Hidalgo
- Inter Playa
- Reboceros
- Orizaba
- Pioneros de Cancún
- Sporting Canamy
- Tlaxcala
- Pumas Premier
- Yalmakan